# 桑原広考
桑原 広考（くわはら ぴろたか、1978年 - ）は、日本の映画製作者。埼玉県熊谷市出身。

## 来歴
東京ビジュアルアーツ中退後、日本大学文理学部に入学。在学中より自主で映画制作を開始。同大学で開設されていた映画監督・井土紀州の講義をモグリで受ける。それを契機として、2004年、『ラザロ-LAZARUS-』「複製の廃墟」篇に制作として参加。井土紀州、プロデューサーである吉岡文平に師事し、映画製作団体スピリチュアル・ムービーズのメンバーとして活動に参加する。
2005年、『ラザロ-LAZARUS-』「朝日のあたる家」篇の撮影現場で木村文洋と知り合い、2007年には、木村、スピリチュアル・ムービーズの創成期メンバーである高橋和博らと共にteam JUDASを形成。映画『へばの』の企画・製作・仕上・上映という全工程をプロデュースする。
2008年、第4回岡山映像祭にて、『へばの』と山崎樹一郎監督の『紅葉』が併映されたことを契機に、岡山県真庭市にて映画製作を行う企画を立ち上げ、約2年半の歳月をかけて、映画『ひかりのおと』が完成。2011年10月から2012年3月にかけて、岡山県内全域にて巡回上映を行い、51会場・100スクリーンの全会場を回る。

## 製作作品
- へばの（木村文洋監督、2008年） - プロデューサー・編集

第32回カイロ国際映画祭デジタル長編部門銀賞を受賞、第38回ロッテルダム国際映画祭他多数の映画祭に正式出品された。2009年1月31日、ポレポレ東中野においてレイトショー公開。
- ひかりのおと（山崎樹一郎監督、2011年） - プロデューサー・編集

第24回東京国際映画祭「日本映画・ある視点」部門、第41回ロッテルダム国際映画祭などに正式出品。2011年10月29日から2012年3月18日まで岡山県内全域51カ所100回の巡回上映を行った。また、この活動が、第13回岡山芸術文化賞グランプリとして評価を受ける。その他、第12回ニッポン・コネクションにて、NIPPON VISIONS Awardを受賞。
- つづきのヴォイス -山中一揆から現在-（山崎樹一郎監督、2012年） - プロデューサー・録音・編集
- キスして。（ほたる監督、2013年） - 編集
- 新しき民（山崎樹一郎監督、2014年） - プロデューサー
- 息衝く（木村文洋監督、2018年） - 脚本・プロデューサー